# 安萊克鎮區 (明尼蘇達州卡內貝克縣)
安萊克鎮區（英語：Ann Lake Township）是位於美國明尼蘇達州卡內貝克縣的一個行政鎮區。

## 地方資料
安萊克鎮區的面積為83.94平方千米，當中陸地面積為81.52平方千米，而水域面積為2.41平方千米。根據2020年美國人口普查的數據，當地共有人口406人，而人口密度為每平方千米4.84人。